# 張鶚 (嘉靖壬辰進士)
張鶚（1485年—？年），字直夫，號南堤，直隸蕪湖縣人，泗州衛軍籍，明朝政治人物。

## 生平
十二月二十四日生，行一，由國子生中式嘉靖七年（1528年）戊子科應天府鄉試第一百八名舉人，會試中式第一百六名。年四十七歲中式嘉靖十一年（1532年）壬辰科第三甲第二百零一名進士。觀戶部政，授臨川縣知縣，陞嚴州府同知，止。

## 家族
曾祖張貴；祖張宗；父張明；母章氏。慈侍下，妻蹇氏，弟鵬，子應科。